# Calimantã Setentrional

Localização de Calimantã Setentrional na Indonésia

Calimantã Setentrional (em indonésio:  Kalimantan Utara) é uma província da Indonésia. Ela está localizada na parte indonésia da ilha de Bornéu. O território que agora compreende a província tem uma população de aproximadamente 525 mil pessoas segundo o censo de 2010; a última estimativa oficial (em dezembro de 2013) era de 628.331. 
Calimantã do Norte faz fronteira com os estados malaios de Sabah (ao norte) e Sarawak (a oeste) e com a província indonésia de Calimantã Oriental, ao sul.
Formada em 25 de outubro de 2012, é a mais nova província do país e abrange 72,275.12 quilômetros quadrados de área. O território da província era anteriormente parte de Calimantã Oriental.